# Port lotniczy Şanlıurfa
Port lotniczy Şanlıurfa (IATA: GNY, ICAO: LTCS) – port lotniczy położony w Şanlıurfa, w prowincji Şanlıurfa, w Turcji.

## Linie lotnicze i połączenia
| Linia Lotnicza   | Kierunek                                    |
| ---------------- | ------------------------------------------- |
| AnadoluJet       | 1. Ankara 2. Stambuł-Sabiha Gökçen 3. Izmir |
| Pegasus Airlines | 1. Ankara 2. Stambuł-Sabiha Gökçen 3. Izmir |
| Turkish Airlines | 1. Stambuł                                  |